# Kamienica przy ul. Wrocławskiej 15 w Poznaniu
Kamienica przy ul. Wrocławskiej 15 – zabytkowa kamienica zlokalizowana w Poznaniu, przy ul. Wrocławskiej róg Gołębiej (wschodnia pierzeja).

## Historia
W miejscu budynku istniała osada wczesnośredniowieczna. Kamienica powstała w XV wieku na fundamentach starszej, drewnianej chaty z XIV wieku oraz reliktach budynku wczesnośredniowiecznego. Ma rzut litery L. Prace archeologiczne pozwoliły natrafić w budynku na zdobione detalem resztki murów gotyckich (XV i XVI wiek). Odkryto też stropy (belki) z początku XVII wieku. Kamienicę przebudowano najpierw w 1736, 1811, a potem w 1866 dla doktora Brunona Józefa Szafarkiewicza. Być może autorem tej ostatniej przebudowy (dodano wówczas trzecie piętro z charakterystycznymi oknami nawiązującymi do gotyckiej architektury starorynkowej) był Gustaw Schulz. Zaakcentował on wieżyczką narożnik ulic. Do dziś zachowały się kartusze z emblematami nauk ścisłych, przemysłu, handlu oraz budownictwa, widoczne od strony ul. Gołębiej. Kapitalny remont obiektu, wraz z jego częściową odbudową odbył się w latach 2006-2008 (w latach 90. XX wieku stan kamienicy był katastrofalny).

## Browar
W części od ulicy Gołębiej mieścił się browar, który zlikwidowano w trzeciej ćwierci XIX wieku i zamieniono na prywatne mieszkania.

## Nazwa
Według archeologa, Piotra Wawrzyniaka, istnieje przypuszczenie, że budynek mógł nosić nazwę Kamienica pod św. Józefem, gdyż figura tego świętego zdobiła narożnik obiektu. Mimo poszukiwań, jakie prowadził w latach 90. XX wieku wraz z Witoldem Gałką, nie udało się odnaleźć reliktów figury.